# Sarkis Chanojan
Sarkis (Siergiej) Chanojan (orm. Սարգիս (Սերգո) Խանոյան, ros. Саркис (Сергей) Меликович Ханоян, ur. 25 marca 1877 w Tyflisie, zm. 3 stycznia 1937 w Erywaniu) – armeński działacz komunistyczny, radziecki polityk.

## Życiorys
Uczył się w seminarium Nersesjan w Tbilisi, w 1902 wstąpił do SDPRR, 1907-1911 pracował jako nauczyciel w mieście Nucha (obecnie Şəki) w guberni jelizawietpolskiej (obecnie w Azerbejdżanie), 1912-1914 studiował w Petersburskiej Akademii Pedagogicznej. W 1917 był redaktorem gazety „Banwori Kriw” („Walka Robotnika”) w Tbilisi, później redaktorem gazety „Kommunist” w Baku, w czerwcu 1919 został członkiem Aleksandropolskiego Komitetu Powiatowego RKP(b) (obecnie w Giumri w Armenii), od września 1919 do czerwca 1920 był członkiem Armeńskiego Komitetu RKP(b). Od czerwca 1920 był członkiem KC Komunistycznej Partii (bolszewików) Armenii, od 21 maja do 26 lipca 1921 ludowym komisarzem finansów Armeńskiej SRR, od 24 października 1922 członkiem KC Komunistycznej Partii (bolszewików) Gruzji, później ludowym komisarzem sprawiedliwości Gruzińskiej SRR, następnie prokuratorem tej republiki. W 1923 wchodził w skład Zakaukaskiej Krajowej Komisji Kontrolnej RKP(b), od 15 kwietnia 1925 do 5 kwietnia 1927 był przewodniczącym Centralnego Komitetu Wykonawczego (CIK) Zakaukaskiej FSRR, od 23 listopada 1929 do stycznia 1930 był ludowym komisarzem sprawiedliwości Armeńskiej SRR i jednocześnie od listopada 1929 do 1933 prokuratorem Armeńskiej SRR.